# 奧地利的瑪麗亞·安娜 (1738-1789)
奧地利的瑪麗亞·安娜（德語：Maria Anna von Österreich，1738年10月6日—1789年11月19日），奧地利女大公瑪麗亞·特蕾莎的次女。
瑪麗亞·安娜終生未婚，1789年於克拉根福去世，享年51歲。